# Plivanje na OI 1976.

## Pojedinačna natjecanja

### 100 m slobodno
| Mjesto | Država   | Plivač           | Vrijeme |
| ------ | -------- | ---------------- | ------- |
| 1.     | SAD      | James Montgomery | 49,99 s |
| 2.     | SAD      | Jack Babashoff   | 50,81 s |
| 3.     | Njemačka | Peter Nocke      | 51,31 s |

| Mjesto | Država                         | Plivačica      | Vrijeme |
| ------ | ------------------------------ | -------------- | ------- |
| 1.     | Njemačka Demokratska Republika | Kornelia Ender | 55,65 s |
| 2.     | Njemačka Demokratska Republika | Petra Priemer  | 56,49 s |
| 3.     | Nizozemska                     | Enith Brigitha | 56,65 s |

### 200 m slobodno
| Mjesto | Država | Plivač           | Vrijeme     |
| ------ | ------ | ---------------- | ----------- |
| 1.     | SAD    | Bruce Furniss    | 1:50,29 min |
| 2.     | SAD    | John Naber       | 1:50,50 min |
| 3.     | SAD    | James Montgomery | 1:50,58 min |

| Mjesto | Država                         | Plivačica         | Vrijeme     |
| ------ | ------------------------------ | ----------------- | ----------- |
| 1.     | Njemačka Demokratska Republika | Kornelia Ender    | 1:59,26 min |
| 2.     | SAD                            | Shirley Babashoff | 2:01,22 min |
| 3.     | Nizozemska                     | Enith Brigitha    | 2:01,40 min |

### 400 m slobodno
| Mjesto | Država | Plivač            | Vrijeme     |
| ------ | ------ | ----------------- | ----------- |
| 1.     | SAD    | Brian Goodell     | 3:51,93 min |
| 2.     | SAD    | Tom Shaw          | 3:52,54 min |
| 3.     | SSSR   | Wladimir Raskatow | 3:55,76 min |

| Mjesto | Država                         | Plivačica         | Vrijeme     |
| ------ | ------------------------------ | ----------------- | ----------- |
| 1.     | Njemačka Demokratska Republika | Petra Thümer      | 4:09,89 min |
| 2.     | SAD                            | Shirley Babashoff | 4:10,46 min |
| 3.     | Kanada                         | Shannon Smith     | 4:14,60 min |

### 1500 m + 800 m slobodno
| Mjesto | Država     | Plivač          | Vrijeme      |
| ------ | ---------- | --------------- | ------------ |
| 1.     | SAD        | Brian Goodell   | 15:02,40 min |
| 2.     | SAD        | Bobby Hackett   | 15:03,91 min |
| 3.     | Australija | Stephen Holland | 15:04,66 min |

| Mjesto | Država                         | Plivačica         | Vrijeme     |
| ------ | ------------------------------ | ----------------- | ----------- |
| 1.     | Njemačka Demokratska Republika | Petra Thümer      | 8:37,14 min |
| 2.     | SAD                            | Shirley Babashoff | 8:37,59 min |
| 3.     | SAD                            | Wendy Weinberg    | 8:42,60 min |

### 100 m leđno
| Mjesto | Država                         | Plivač         | Vrijeme |
| ------ | ------------------------------ | -------------- | ------- |
| 1.     | SAD                            | John Naber     | 55,49 s |
| 2.     | SAD                            | Peter Rocca    | 56,34 s |
| 3.     | Njemačka Demokratska Republika | Roland Matthes | 57,22 s |

| Mjesto | Država                         | Plivačica      | Vrijeme     |
| ------ | ------------------------------ | -------------- | ----------- |
| 1.     | Njemačka Demokratska Republika | Ulrike Richter | 1:01,83 min |
| 2.     | Njemačka Demokratska Republika | Birgit Treiber | 1:03,41 min |
| 3.     | Kanada                         | Nancy Garapick | 1:03,71 min |

### 200 m leđno
| Mjesto | Država | Plivač       | Vrijeme     |
| ------ | ------ | ------------ | ----------- |
| 1.     | SAD    | John Naber   | 1:59,19 min |
| 2.     | SAD    | Peter Rocca  | 2:00,55 min |
| 3.     | SAD    | Dan Harrigan | 2:01,35 min |

| Mjesto | Država                         | Plivačica      | Vrijeme     |
| ------ | ------------------------------ | -------------- | ----------- |
| 1.     | Njemačka Demokratska Republika | Ulrike Richter | 2:13,43 min |
| 2.     | Njemačka Demokratska Republika | Birgit Treiber | 2:14,97 min |
| 3.     | Kanada                         | Nancy Garapick | 2:15,60 min |

### 100 m prsno
| Mjesto | Država                 | Plivač          | Vrijeme     |
| ------ | ---------------------- | --------------- | ----------- |
| 1.     | SAD                    | John Hencken    | 1:03,11 min |
| 2.     | Ujedinjeno Kraljevstvo | David Wilkie    | 1:03,43 min |
| 3.     | SSSR                   | Avidas Juzaitis | 1:04,23 min |

| Mjesto | Država                         | Plivačica         | Vrijeme     |
| ------ | ------------------------------ | ----------------- | ----------- |
| 1.     | Njemačka Demokratska Republika | Hannelore Anke    | 1:11,16 min |
| 2.     | SSSR                           | Ljubow Rusanowa   | 1:13,04 min |
| 3.     | SSSR                           | Marina Koschewaja | 1:13,30 min |

### 200 m prsno
| Mjesto | Država                 | Plivač          | Vrijeme     |
| ------ | ---------------------- | --------------- | ----------- |
| 1.     | Ujedinjeno Kraljevstvo | David Wilkie    | 2:15,11 min |
| 2.     | SAD                    | John Hencken    | 2:17,26 min |
| 3.     | SAD                    | Richard Colella | 2:19,20 min |

| Mjesto | Država | Plivačica         | Vrijeme     |
| ------ | ------ | ----------------- | ----------- |
| 1.     | SSSR   | Marina Koschewaja | 2:33,35 min |
| 2.     | SSSR   | Marina Jurchenia  | 2:36,08 min |
| 3.     | SSSR   | Ljubow Rusanowa   | 2:36,22 min |

### 100 m leptir
| Mjesto | Država | Plivač        | Vrijeme |
| ------ | ------ | ------------- | ------- |
| 1.     | SAD    | Matt Vogel    | 54,35 s |
| 2.     | SAD    | Joe Bottom    | 54,50 s |
| 3.     | SAD    | Gary Hall Sr. | 54,65 s |

| Mjesto | Država                         | Plivačica      | Vrijeme     |
| ------ | ------------------------------ | -------------- | ----------- |
| 1.     | Njemačka Demokratska Republika | Kornelia Ender | 1:00,13 min |
| 2.     | Njemačka Demokratska Republika | Andrea Pollack | 1:00,98 min |
| 3.     | SAD                            | Wendy Boglioli | 1:01,17 min |

### 200 m leptir
| Mjesto | Država | Plivač         | Vrijeme     |
| ------ | ------ | -------------- | ----------- |
| 1.     | SAD    | Michael Bruner | 1:59,23 min |
| 2.     | SAD    | Steven Gregg   | 1:59,54 min |
| 3.     | SAD    | Bill Forrester | 1:59,96 min |

| Mjesto | Država                         | Plivačica         | Vrijeme     |
| ------ | ------------------------------ | ----------------- | ----------- |
| 1.     | Njemačka Demokratska Republika | Andrea Pollack    | 2:11,41 min |
| 2.     | Njemačka Demokratska Republika | Ulrike Tauber     | 2:12,50 min |
| 3.     | Njemačka Demokratska Republika | Rosemarie Gabriel | 2:12,86 min |

### 400 m mješovito
| Mjesto | Država | Plivač         | Vrijeme     |
| ------ | ------ | -------------- | ----------- |
| 1.     | SAD    | Rod Strachan   | 4:23,68 min |
| 2.     | SAD    | Tim McKee      | 4:24,62 min |
| 3.     | SSSR   | Andrei Smirnow | 4:26,90 min |

| Mjesto | Država                         | Plivačica     | Vrijeme     |
| ------ | ------------------------------ | ------------- | ----------- |
| 1.     | Njemačka Demokratska Republika | Ulrike Tauber | 4:42,77 min |
| 2.     | Kanada                         | Cheryl Gibson | 4:48,10 min |
| 3.     | Kanada                         | Becky Smith   | 4:50,48 min |

## Štafetna natjecanja

### Slobodni stil
| Mjesto | Država                 | Plivači                                                          | Vrijeme     |
| ------ | ---------------------- | ---------------------------------------------------------------- | ----------- |
| 1.     | SAD                    | Michael Bruner Bruce Furniss John Naber James Montgomery         | 7:23,22 min |
| 2.     | SSSR                   | Wladimir Raskatow Andrei Bogdanow Sergei Kopljakow Andrei Krylow | 7:27,97 min |
| 3.     | Ujedinjeno Kraljevstvo | Alan McClatchey David Dunne Gordon Downie Brian Brinkley         | 7:32,11 min |

| Mjesto | Država                         | Plivačice                                                   | Vrijeme     |
| ------ | ------------------------------ | ----------------------------------------------------------- | ----------- |
| 1.     | SAD                            | Kim Peyton Wendy Boglioli Gillian Sterkel Shirley Babashoff | 3:44,82 min |
| 2.     | Njemačka Demokratska Republika | Kornelia Ender Petra Priemer Andrea Pollack Claudia Hempel  | 3:45,50 min |
| 3.     | Kanada                         | Gail Amundrud Barbara Clark Rebecca Smith Anne Jardin       | 3:48,81 min |

### 4x100 m mješovito
| Mjesto | Država   | Plivači                                                   | Vrijeme     |
| ------ | -------- | --------------------------------------------------------- | ----------- |
| 1.     | SAD      | John Naber John Hencken Matt Vogel James Montgomery       | 3:42,22 min |
| 2.     | Kanada   | Stephen Pickell Graham Smith Clayton Evans Gary MacDonald | 3:45,94 min |
| 3.     | Njemačka | Klaus Steinbach Walter Kusch Michael Kraus Peter Nocke    | 3:47,29 min |

| Mjesto | Država                         | Plivačice                                                   | Vrijeme     |
| ------ | ------------------------------ | ----------------------------------------------------------- | ----------- |
| 1.     | Njemačka Demokratska Republika | Ulrike Richter Hannelore Anke Andrea Pollack Kornelia Ender | 4:07,95 min |
| 2.     | SAD                            | Linda Jezek Laura Siering Camille Wright Shirley Babashoff  | 4:14,55 min |
| 3.     | Kanada                         | Susan Sloan Robin Corsiglia Wendy Hogg Anne Jardin          | 4:15,22 min |